# این من نیستم، این تویی
«این من نیستم، این تویی» (به انگلیسی: It's Not Me, It's You) یک آلبوم از لی‌لی آلن است که در ۴ فوریه ۲۰۰۹ منتشر شد.